# Cantonul Pont-à-Mousson
Cantonul Pont-à-Mousson este un canton din arondismentul Nancy, departamentul Meurthe-et-Moselle, regiunea Lorena, Franța.

## Comune
| Comune                   | Populație (1999) | Cod poștal | Cod INSEE |
| ------------------------ | ---------------- | ---------- | --------- |
| Atton                    | 784              | 54700      | 54027     |
| Autreville-sur-Moselle   | 266              | 54380      | 54031     |
| Belleville               | 1.449            | 54940      | 54060     |
| Bezaumont                | 245              | 54380      | 54072     |
| Bouxières-sous-Froidmont | 290              | 54700      | 54091     |
| Champey-sur-Moselle      | 354              | 54700      | 54114     |
| Landremont               | 135              | 54380      | 54294     |
| Lesménils                | 491              | 54700      | 54312     |
| Loisy                    | 322              | 54700      | 54320     |
| Millery                  | 650              | 54670      | 54369     |
| Morville-sur-Seille      | 131              | 54700      | 54387     |
| Mousson                  | 121              | 54700      | 54390     |
| Pont-à-Mousson           | 14.929           | 54700      | 54431     |
| Port-sur-Seille          | 228              | 54700      | 54433     |
| Sainte-Geneviève         | 188              | 54700      | 54474     |
| Ville-au-Val             | 183              | 54380      | 54569     |
| Vittonville              | 130              | 54700      | 54589     |